# Craigsville (Virginie-Occidentale)
Pour les articles homonymes, voir Craigsville.
Craigsville est une census-designated place américaine située dans le comté de Nicholas en Virginie-Occidentale.
Selon le recensement de 2010, Craigsville compte 2 213 habitants et s'étend sur 6,09 milles carrés (15,77 km2), dont 0,02 mille carré (0,05 km2) d'étendues d'eau.
Le bourg est nommé en l'honneur de James Craig, à qui appartenaient autrefois ces terres.